# 性機能障害
性機能障害（せいきのうしょうがい、英語: Sexual Dysfunction, SD）とは、生殖や性行為に支障を来す症状のこと。男性では大きくは勃起不全と射精障害に分けられる。
性機能不全（同じ原語）の名称は、世界保健機関による『ICD-10 第5章:精神と行動の障害』やアメリカ精神医学会による『精神障害の診断と統計マニュアル』（DSM）における、様々な性機能不全を含めた一群のための診断分類名である。
広義には男性不妊症ともされるが、不妊症の定義は「正常な性交渉を継続しているにもかかわらず、妊娠に至らないもの」であるため、勃起不全は男性不妊症ではない。

## 定義
泌尿器科学の文献では「性欲、勃起、性交、射精、極致感のいずれか一つ以上欠けるか、もしくは不十分なもの」とされる。

## 分類
性機能不全は『精神障害の診断と統計マニュアル』(DSM-IV) の中で、大分類「性障害および性同一性障害」の下の中分類に該当する。以下に下位分類を挙げる。
(DSM-IV)
- 性的欲求障害 (DSM-IV)[2] / 性欲低下障害 (DSM-5)[3]
性的欲求が欠如しており、その他の原因で説明できず、薬や身体疾患が原因ではない[2] 。そのために当人が著しい苦痛を感じているか、パートナー間に問題を生じていること[3]。アルコール、抗うつ薬、降圧剤は性欲低下を引き起こす場合がある[3]。うつ病では気分が沈み性欲が低下することがあり、テストロン欠乏症は身体的な原因であり性欲低下障害ではない[3]。
パートナーとの葛藤や、パートナーからの刺激の問題は「対人関係の問題」の診断コードが使える[3]。

- 性嫌悪障害
伴侶との性器での接触を嫌悪し回避している[2]。

- 性的興奮の障害
  - 女性の性的興奮の障害
女性では、潤滑・膨張を伴う性的興奮反応の維持が持続的、反復的にしにくくなっており、他の原因で説明できない。物質誘発性では、抗血圧剤や抗ヒスタミン薬は潤滑を減少させる。[2]。
  - 男性の勃起障害
男性では、勃起し性行為を完了させるまでの維持が、持続的、反復的にしにくくなっている。同様に除外が必要[2]。うつ病や、糖尿病や、オピオイドは勃起に問題を起こすことがある[3]。バイアグラの宣伝など非現実的な考えを抱かせていることがある[3]。

- オルガズム障害

(DSM-5)
- 男性：男性の性欲低下障害、勃起障害、早漏、射精遅延、

- 女性：女性の性的関心・興奮障害、性器‒骨盤痛・挿入障害、女性オルガズム障害、
- その他：物質・医薬品誘発性性機能不全、他の特定される性機能不全、特定不能の性機能不全

## 未完成婚と女性器
結婚後一定の年月を経過しているにもかかわらず一度も膣への陰茎の挿入が達成されない場合、これを指して未完成婚と総称する。男性側の新婚性勃起障害によるものも多いが、女性側が原因とされる事例も多数みられる。この場合、処女膜強靱、膣の狭小、時としてそれぞれ若干の奇形や閉塞などのほか、膣痙攣、膣内の異物などが挙げられる。
その他、膣炎や子宮内膜症などの病変、及びそれらに付随する性交痛、また性交に対する恐怖心などの心因性のものもあり、その原因は多岐に渡る。なお、前掲の文献によれば、未完成婚88例のうち、女性に原因があるものは50例と、むしろ女性側の問題である例が多く、性交痛および性交恐怖を主訴とするものは45例である。
性交渉は、結婚生活において重要なものであるが、未完成婚における離婚率は、男性側が原因である例で21%とされているのに対し、女性側に原因がある例では6%にとどまっている。
処女膜強靱または膣口狭小の場合には、処女膜輪状切除術により、良好な結果が得られている。また、手術自体が妻本人にとっての自信となり、これが予後に良い影響を及ぼすともみられている。
なお、膣への挿入を経ずとも、膣前庭への射精で妊娠に至った例も報告されている。